# Gare d'Arvier
La Gare d'Arvier (en italien, Stazione di Arvier) est une gare ferroviaire italienne de la ligne d'Aoste à Pré-Saint-Didier, située à Arvier dans la Région italienne à statut spécial de la Vallée d'Aoste.
Mise en service en 1929 par la Società Ferrovia Aosta–Pré-St-Didier (FAP), c'est une gare voyageurs de Rete ferroviaria italiana (RFI) qui était desservie par le train Trenitalia qui effectuait des navettes sur la relation Aoste - Pré-Saint-Didier.

## Situation ferroviaire
Établie à environ 731 mètres d'altitude, la gare d'Arvier est située au point kilométrique (PK) 14,278 de la ligne d'Aoste à Pré-Saint-Didier (voie unique non électrifiée), entre les gares de Villeneuve et d'Avise.
Elle dispose d'une deuxième voie pour le croisement des trains.

## Histoire
La gare d'Arvier est mise en service le 28 octobre 1929 par la Società Ferrovia Aosta–Pré-St-Didier (FAP), lorsqu'elle ouvre à l'exploitation sa ligne d'Aoste à Pré-Saint-Didier.
En 2015, à la suite de la fermeture de la ligne d'Aoste à Pré-Saint-Didier, elle est fermée.

## Service des voyageurs

### Accueil
Gare voyageurs, elle dispose d'un bâtiment voyageurs dont le rez-de-chaussée est utilisé pour le service avec une salle d'attente et des toilettes. Le quai numéro 1 est utilisé par les échanges, le quai numéro 2 est utilisé par le transit.
Les quais sont reliés par un passage en béton à travers les voies.

### Desserte
Arvier était desservi par le train Trenitalia qui faisait la navette sur la relation Aoste - Pré-Saint-Didier.

### Intermodalité
Elle était desservie par des autocars des lignes du réseau local de la haute Vallée d'Aoste (SAVDA).

## Patrimoine ferroviaire
Le bâtiment passagers est en style valdôtain éclectique, en pierre, lauzes et bois, suivant le modèle de la grange l'Ôla du château d'Introd, le rez-de-chaussée était utilisé pour le service ferroviaire et l'étage est un domicile privé. Les anciennes structures pour le service marchandises sont désaffectées.